# Para siempre (canción de Magneto)
"Para siempre" es una canción de la boy band mexicana de pop Magneto. Fue lanzada como el segundo sencillo oficial del álbum Vuela, vuela, por la discográfica Sony Discos/Columbia a mediados del mes de noviembre de 1991. La canción fue escrita por Carlos Lara. Esta canción fue otro éxito más de la banda así como también del álbum y se posicionó solamente por dos semanas en radios nacionales.

## Videoclip
Se grabó durante el verano de 1991 y se puede mostrar a la banda estando en un parque de diversiones y diviertiendose a lo máximo.

## Lista de canciones

### Sencillo - Vinilo[6]
| Para Siempre — Single |                |          |  |
| N.º                   | Título         | Duración |  |
| 1.                    | «Para Siempre» | 4:05     |  |

## Promoción
La canción también formó parte de los 90's Pop Tour junto con otros éxitos más de la banda y de otros artistas y grupos musicales que marcaron esta década.

## Posicionamiento en listas
| Lista (1990)              | Posición |
| ------------------------- | -------- |
| Billboard Hot Latin Songs | 7        |